# タイタニックの最期
『タイタニックの最期』（タイタニックのさいご、Titanic）は、1953年のアメリカ合衆国のパニック映画。監督はジーン・ネグレスコ、出演はクリフトン・ウェッブとバーバラ・スタンウィックなど。1912年のタイタニック号沈没事故を題材にしている。
第26回アカデミー賞では脚本賞と美術監督賞（白黒）の2部門にノミネートされ、脚本賞を受賞した。
日本では劇場未公開で、テレビ放映時の旧タイトルは『タイタニック』だが、後に『タイタニックの最期』に改題されてVHS・LD・DVD・Blu-rayが発売された。

## ストーリー
ジュリア・スタージェスは、上流階級の夫リチャードを捨て、17歳の娘アネットと10歳の息子ノーマンを連れて実家のあるミシガンに戻るため、タイタニック号に乗船した。そんなジュリアを追って、半ば強引に乗船したリチャードはジュリアが子供たちを連れて行く理由を問い質す。
一方、遠征からの帰途にあったパデュー大学のテニス選手ギフはアネットに一目惚れする。

## キャスト
- リチャード・スタージェス: クリフトン・ウェッブ
- ジュリア・スタージェス: バーバラ・スタンウィック - リチャードの妻。
- ギフォード（ギフ）・ロジャース: ロバート・ワグナー - パデュー大学のテニス選手。
- アネット・スタージェス: オードリー・ダルトン（英語版） - スタージェス夫妻の娘。
- ノーマン・スタージェス: ハーパー・カーター（英語版） - スタージェス夫妻の息子。
- モード・ヤング: セルマ・リッター - 労働者階級出身の裕福な女性。モデルはマーガレット・ブラウン。
- エドワード・スミス船長: ブライアン・エイハーン（英語版） - タイタニック号の船長。
- ジョージ・ヒーリー: リチャード・ベイスハート - アルコール依存症で聖職から追放された神父。
- ナレーター: マイケル・レニー（クレジットなし）

## 製作
沈没事故の起きた1912年に発表された米国議会および英国商務省の調査報告書に基づいて製作されている。そのため船体が断裂しない、1本の巨大な破孔から浸水、ボイラーが水蒸気爆発を起こすなど、その後に判明した事実とは異なる部分がある。また、史実では弦楽器を主体としていた楽団だが、本作では管打楽器によるブラスバンド楽団とされている。